# Triaenostreptus robustus
Triaenostreptus robustus är en mångfotingart som beskrevs av Carl Graf Attems 1935. Triaenostreptus robustus ingår i släktet Triaenostreptus och familjen Spirostreptidae. Inga underarter finns listade i Catalogue of Life.